# Pocepîn, Makariv
Pocepîn (în ucraineană Почепин) este un sat în comuna Nalîvaikivka din raionul Makariv, regiunea Kiev, Ucraina.

## Demografie
Componența lingvistică a localității Pocepîn
     Ucraineană (96,3%)
     Rusă (3,7%)
Conform recensământului din 2001, majoritatea populației localității Pocepîn era vorbitoare de ucraineană (96,3%), existând în minoritate și vorbitori de rusă (3,7%).